# Chico Marx Orchestra
Das Chico Marx Orchestra war eine US-amerikanische Big Band der 1940er Jahre.

## Geschichte
Seit 1939 hatte der Filmkomiker Chico Marx Pläne ein eigenes Orchester zu gründen; das schließlich realisierte  Chico Marx Orchestra war eine Formation, in der Chico Piano spielte und ihr den Namen gab, die aber im Prinzip von Ben Pollack gegründet und geleitet wurde. Pollack organisierte die Band auch, als Chico Marx während des Zweiten Weltkriegs keine Marx-Brothers-Filme drehte.
Zunächst als Chico Marx and his Ravellies (oder Ravellis) geplant, sollte sie Teil einer Radioshow sein, Chico's Barber Shop, die jedoch nie realisiert wurde. Als die Band schließlich im Januar 1942 ihren ersten Auftritt hatte, firmierte es schlicht unter
Chico Marx and his Orchestra (oder kurz Chico Marx Orchestra). Es bot eine an Vaudeville erinnernde Show; die Band spielte einleitend schlichtes Tanzband-Material, das durch Chicos aus den Filmen bekannten Fingerübungen auf dem Klavier aufgelockert wurde. Chico Marx spielte eine Viertelstunde, hielt dann einen kurzen Monolog und stellte die Bandsänger vor. Während diese ihren Auftritt hatten, saß Chico am Bühnenrand und aß eine Karotte oder eine Banane, deren Schale er der Sängerin in den Ausschnitt stopfte.
Nach dem Debüt der Band im Januar 1942 im Flatbush in Brooklyn folgten weitere Auftritte des Orchesters im Raum New York und im März in Cleveland, wo es Larry Adler begleitete; ein Konzert in Pittsburgh wurde vom Radio übertragen. Von Ohio folgte eine mehrwöchige Tournee quer durch die Vereinigten Staaten, die in Los Angeles endete; mit dabei waren die Sänger Ziggy Lane, Bob Clark, Wally Brown und Nick Collins. Es folgten weitere Auftritte im Juli in Peoria und im August in Chicago, als der 17-jährige Mel Tormé zur Band stieß, der sich auch als Arrangeur der Band betätigte und George Wettling als Schlagzeuger ersetzte.
Im Oktober 1942 begann die Band ein zweimonatiges Engagement im Blackhawk Café in Chicago, wo es gleichfalls zu Rundfunk-Übertragungen kam. Eines Abends trat auch Harpo Marx bei einem
überraschenden Besuch im Blackhawk auf, spielte seine Harfe und führte einen kurzen Sketch auf. Chico setzte die Arbeit mit der Band im Winter 1942/43 fort; Harpo sprang während seiner Krankheit für eine Woche als Leiter der Band im Cleveland Palace ein. Im Juli 1943 zerbrach die Band endgültig, als sie im Golden Gate Theatre in San Francisco gastierte. Das Chico Marx Orchestra wirkte nie in den Marx-Brothers-Filmen mit.
In der gemeinsamen Band mit Pollack spielten einige talentierte Musiker wie Marty Marsala oder Marty Napoleon; Bandsängerin war 1942 Elisse Cooper, die vorher im Will Hudson-Eddie DeLange Orchester sang. Die Arrangements der Band stammten von dem Saxophonisten Paul Villepigue; 1942 gehörte ihr kurzzeitig Gitarrist Barney Kessel an, als sie in Chicagos Blackhawk Restaurant gastierte.

## Diskographie
- We Must Be Vigilant / Johnny Doughboy Found a Rose in Ireland (Hit 7003), Juni 1942
- Sweet Eloise / Here You Are (Hit 7004), Juni 1942
- Desi Arnaz & Chico Marx: The Great Hollywood Orchestras (Laserlight 15767), CD 1992